# 嘉納希芝
嘉納 希芝（かのう まれよし、文化10年10月24日〈1813年11月16日〉 - 明治18年〈1885年〉9月15日）は、日本の廻船業者（江戸時代）、官吏（明治時代）。通称は治郎作、次郎作とも。幼名は幸丸。
講道館の創始者である嘉納治五郎は希芝の三男。

## 生涯
文化10年10月24日（1813年11月16日）、近江国坂本村に、日吉大社の神職・生源寺希烈の次男として生まれる（四男という説もある。）。嘉納家に逗留していた際に論語を教えたことが縁で、嘉納家二代目当主・嘉納治作の娘である定子と結婚した。その後、養父の治作を継いで摂津国御影村の廻船問屋の廻船業を継いだ。
文久2年（1862年）、勝海舟の指導を受け、和田岬、神戸・西宮の砲台築造工事を請け負った。慶応3年（1867年）10月、廻船御用達に任命され、幕府が所有している汽船である長鯨丸、奇捷丸、太平丸らを託され、洋式汽船における日本最初の江戸-大坂間における定期航路(江戸―神戸―大坂)を開いた。同年の兵庫開港に合わせて大坂の豪商らが出資した兵庫商社の設立にも尽力した。
明治維新後は政府に仕え、要職を歴任した。明治17年（1884年）には海軍権大書記官に任ぜられたが、翌年の明治18年（1885年）9月に死去する。

## 演じた人物

### アニメーション
- 広田みのる：『嘉納治五郎伝 柔の道』（2024年）